# 波姆雷
波姆雷（法語：Pommeret，法語發音：[pɔmʁɛ]）是法国阿摩尔滨海省的一个市镇，位于该省东部，属于圣布里厄区。

## 地理
波姆雷（48°27'45"N, 2°37'35"W）面积13.35 平方千米，位于法国布列塔尼大區阿摩尔滨海省，该省份为法国西北部沿海省份，位于布列塔尼半岛北部，北濒大西洋英吉利海峡，西接菲尼斯泰尔省，南至莫尔比昂省，东临伊勒-维莱讷省。
与波姆雷接壤的市镇（或旧市镇、城区）包括：科埃特米约、伊利永、凯苏瓦、伊菲尼亚克、朗巴勒阿摩尔。
波姆雷的时区为UTC+01:00、UTC+02:00（夏令时）。

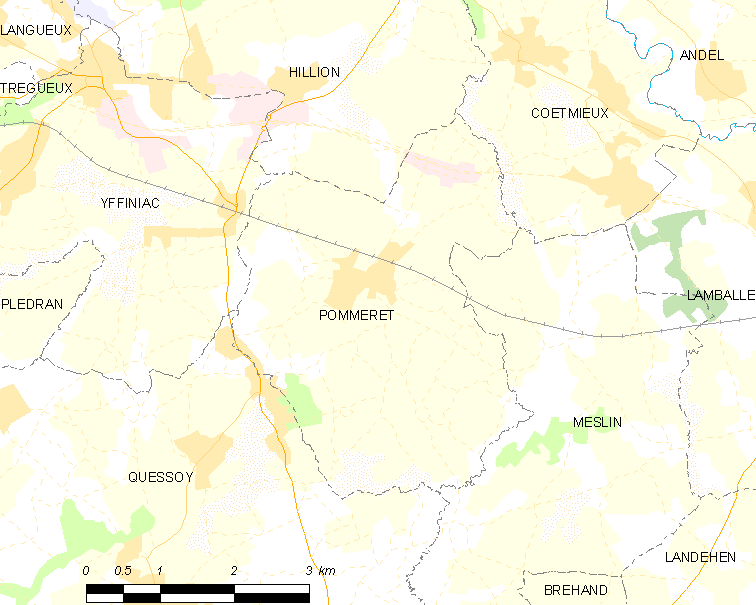
波姆雷的OSM定位图

## 行政
波姆雷的邮政编码为22120，INSEE市镇编码为22246。

## 政治
波姆雷所属的省级选区为朗巴勒阿摩尔县。

## 交通
法国国道N12线和阿摩尔滨海省省道D712线经过境内北侧，省道D80线经过市中心。巴黎－布雷斯特铁路经过境内但未设站。

## 人口

1962-2008年间波姆雷人口变化图示

波姆雷于2022年1月1日时的人口数量为2119人。